# کلیشه مامی

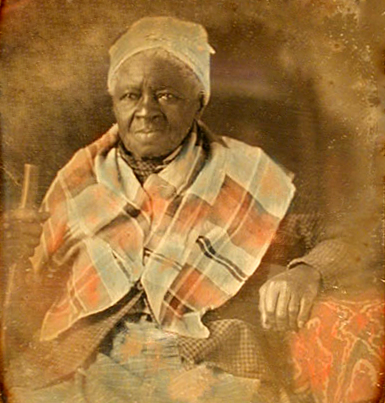
مائوما مولی. او دههٔ ۱۸۵۰ در خانهٔ خانوادگی اربابش در فلوریدا درگذشت. یکی از اعضای خانواده، او را پرستار «تقریباً همهٔ فرزندان خانواده» توصیف کرد و گفت که آن‌ها او را «مادر دوم» خود می‌دانستند و دوستش داشتند.

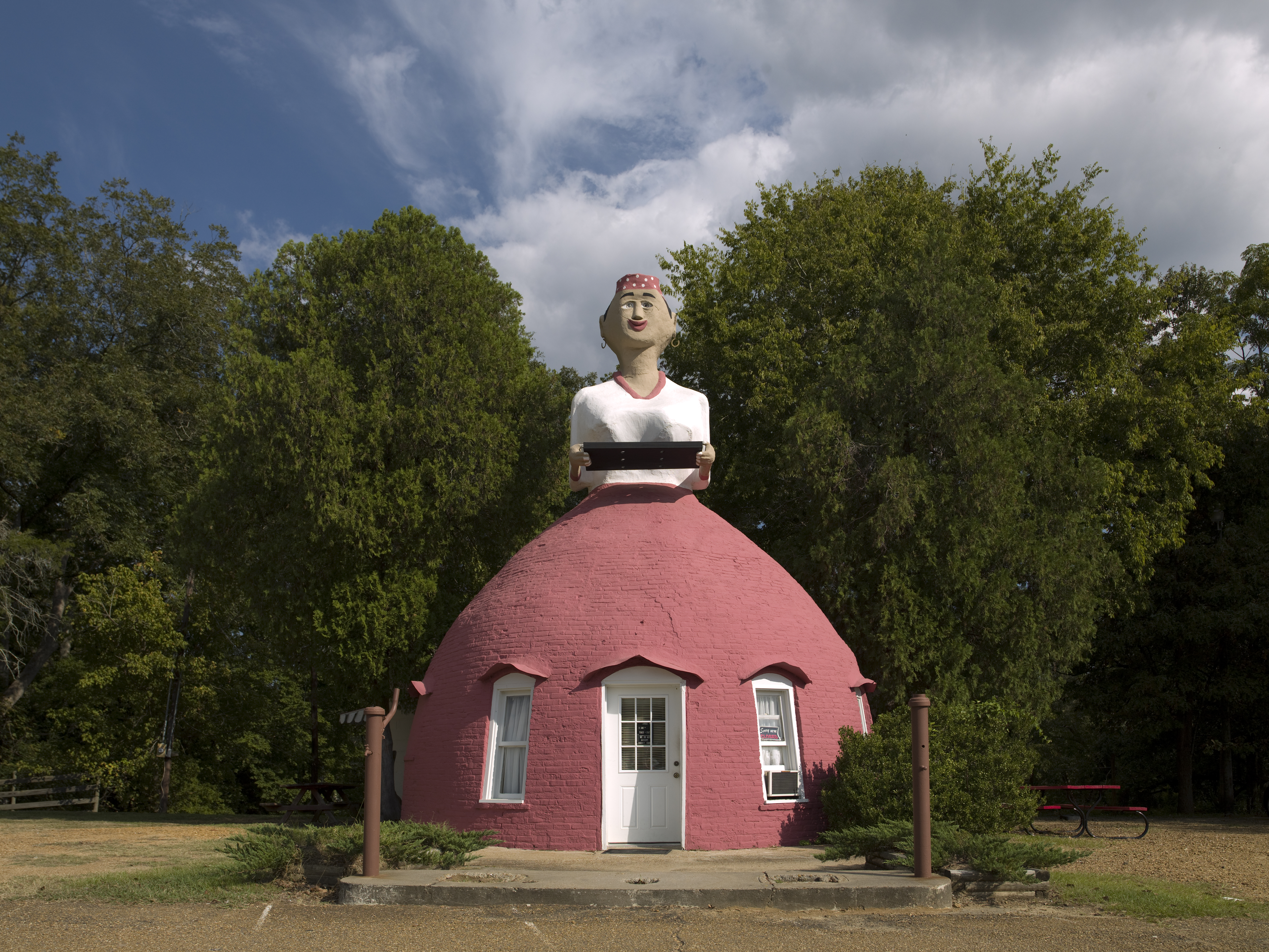
«قفسهٔ مامی»، رستوران معماری جدید ساخت سال ۱۹۴۰ در شهرستان آدامز، می‌سی‌سی‌پی

مامی (به انگلیسی: Mammy) یک کلیشه تاریخی در ایالات متحده آمریکا است و زنان سیاه‌پوستی که معمولاً بردهٔ خانگی هستند را پرستار کودک نشان می‌دهد. شخصیت تخیلی مامی، اغلب زنی تیره‌پوست با ویژگی‌های مادرانه است. خاستگاه کلیشهٔ مامی، ریشه در تاریخ برده‌داری در ایالات متحده آمریکا دارد، زیرا زنان برده اغلب وظیفهٔ خانه‌داری و مراقبت از کودکان را در خانواده‌های برده‌دار آمریکایی برعهده داشتند. کاریکاتور مامی، برای ایجاد روایتی از زنان سیاه‌پوست استفاده شد که از وجود نهاد برده‌داری راضی هستند و به بردهٔ خانگی بودن قانع می‌شوند. کلیشهٔ مامی، زنان سیاه‌پوست را با نقش‌های خانگی مرتبط می‌داند و استدلال شده است که در کنار جداسازی و تبعیض، فرصت‌های شغلی را برای زنان سیاه‌پوست در دورهٔ جیم کرو (۱۸۷۷ تا ۱۹۶۶) محدود کرده بود.

## تاریخ
کاریکاتور مامی، نخستین بار دههٔ ۱۸۳۰ در ادبیات پیش از جنگ داخلی آمریکا دیده شد، تا با توصیف هواداران لغو برده‌داری از وضعیت بردگان مخالفت و از برده‌داری پشتیبانی کند. یکی از قدیمی‌ترین نسخه‌های داستانی شخصیت مامی، عمه کلویی در کلبهٔ عمو تام (۱۸۵۲) اثر هریت بیچر استو است.
برخی پژوهش‌گران، ریشهٔ شخصیت مامی را در تاریخ برده‌داری در ایالات متحده آمریکا می‌دانند. زنان سیاه‌پوستی که به بردگی کشیده می‌شدند، خدمتکار خانواده‌های سفیدپوست بودند. وظایف آن‌ها تهیهٔ غذا، نظافت خانه و تربیت و پرستاری از فرزندان صاحبانشان بود. تصویر مامی از این شرایط به وجود آمد.

### دوره جدایی نژادی و یادبود نشنال مال

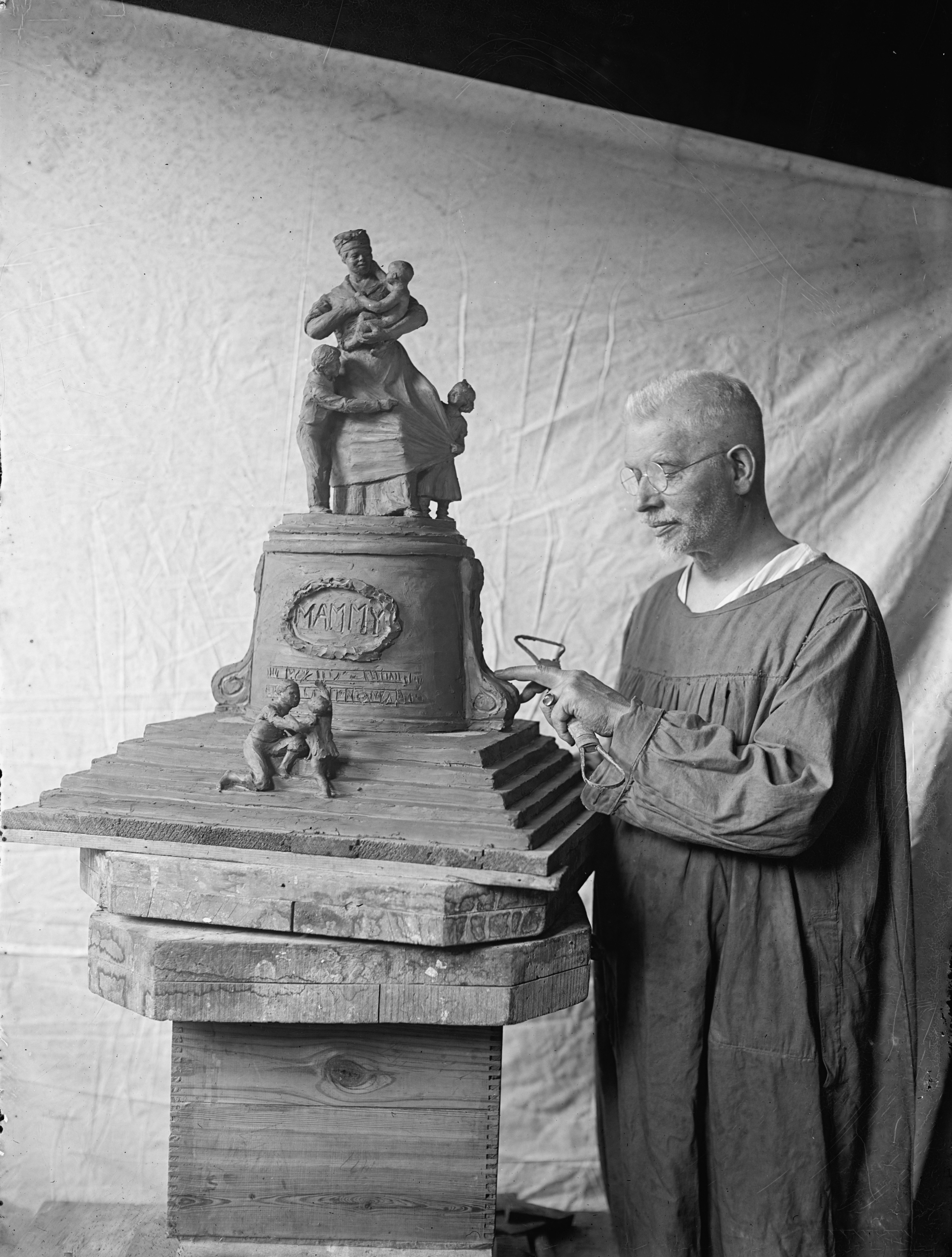
مجسمه‌ساز اولریک استون‌وال جکسون دانبار با ماکت پیشنهادی خود برای «یادبود مامی»، ۱۹۲۳

شخصیت مامی در دورهٔ برده‌داری شکل گرفت، اما در دورهٔ بازسازی به شهرت رسید. پژوهش‌گران ممکن است استدلال کنند که جنوب ایالات متحده، نقش مامی را برای انکار تاریخ ایجاد کرد تا به میراث برده‌داری و تبعیض نژادی، مشروعیت ببخشد و دوباره آن‌ها را به نفع خود تفسیر کند. تصویر مامی، به ویژه در دورهٔ جدایی نژادی برجسته شد و همین‌طور که در سدهٔ بیست و یکم ادامه پیدا کرد، تکثیر می‌شود.
در سال ۱۹۲۳، اتحادیهٔ دختران مؤتلفه پیشنهاد ساخت مجسمهٔ مامی در نشنال مال را داد. مجسمهٔ پیشنهادی، به «مامی سیاه جنوب» اختصاص داده می‌شد. این لایحه در مجلس سنا ایستاده مورد تشویق قرار گرفت و با اجماع دو حزب به تصویب رسید، اما پس از اعتراضات کتبی هزاران زن سیاه‌پوست، در کمیتهٔ مجلس نمایندگان لغو شد.

### نقد تاریخی
اصالت تاریخی شخصیت مامی، مورد تردید است. بنا به گزارش‌های تاریخی، بیشتر زنان خدمتکار نوجوان یا جوان بوده‌اند و مانند مامی «حالت مادربزرگانه» نداشته‌اند. ملیسا هریس پری استدلال کرده که مامی، آفریدهٔ تخیل برتری سفیدپوستان است که کنیزهای ناتوان و مجبور را زنانی آرامش‌بخش، راحت و راضی تصور می‌کرد. این در تضاد با سایر گزارش‌های تاریخی دقیق از زنان برده است، که از دست اربابان بدسرپرست برای جان خود می‌ترسیدند. در سال ۱۹۸۱، اندی وارهول مامی را در مجموعهٔ اسطوره‌ها در کنار دیگر شخصیت‌های اساطیری و فولکلور مانند بابا نوئل، میکی ماوس و سوپرمن قرار داد.
کیمبرلی والاس سندرز در کتاب مامی: یک سده از نژاد، جنسیت و خاطرات جنوبی (۲۰۰۸) استدلال کرد که ویژگی‌های کلیشه‌ای مامی، به منبع الهام او اشاره دارد: «یک ازدواج طولانی‌مدت و پردردسر از ذات‌باوری نژادی و جنسیتی، اسطوره‌شناسی و نوستالژی جنوبی».
تصویر خیالی مامی، در تخیل رایج ایالات متحدهٔ امروزی باقی مانده است. روان‌شناس شنه‌کوا واکر بارنز استدلال می‌کند که نزاکت سیاسی، باعث شده است که شخصیت مامی در فرهنگ سدهٔ بیست و یکم کم‌تر رایج باشد، اما کهن‌الگوی مامی همچنان بر تصویر زنان آفریقایی-آمریکایی در داستان‌ها، تأثیر می‌گذارد و آن‌ها را مراقبانی خوب، پرورش‌دهنده، فداکار، توانمند و برای قهرمانان سفیدپوست، حامی می‌داند. او میراندا بیلی، مرسدس جونز و آیوی ونتز را مثال زد.

## ویژگی‌های داستانی
مامی معمولاً زنی سالمند، دارای اضافه وزن و پوست تیره به تصویر کشیده می‌شود. او یک مراقب ایدئال است: مهربان، وفادار، مادرانه، غیرتهدیدکننده، فرمان‌بردار و فروتن. شخصیت مامی نشان‌دهندهٔ احترام به اقتدار سفیدپوستان است. همچنین مامی در مواردی، جسارت به خرج می‌دهد. او به برده‌داران/کارفرمایان خود وفادار است و هدف اصلی او در زندگی، مراقبت از نیازهای آن‌هاست. در برخی موارد، مامی خودش خانواده‌ای دارد. اما وظایف مراقبتی او، همیشه حرف اول را می‌زنند و همین باعث می‌شود که او مادر یا مادربزرگی غافل باشد. مامی اغلب با خانوادهٔ خود بدرفتار و نسبت به خانوادهٔ سفیدپوست خود وفادار است. علاوه بر این، او هیچ دوست سیاه‌پوستی ندارد.
ملیسا هریس پری، ارتباط میان مامی و سایر آمریکایی‌های آفریقایی‌تبار را در خواهر همشهری: شرم، کلیشه‌ها و زنان سیاه‌پوست در آمریکا (۲۰۱۱) اینطور خلاصه می‌کند: «مامی محافظ یا مدافع کودکان یا اجتماعات سیاه‌پوستان نبود. او نمایندهٔ یک ایدئال مادرانه بود، اما نه در مراقبت از فرزندان خودش. عشق، شیدایی، مشاوره، تأدیب و سرپرستی او منحصراً برای زنان و کودکان سفیدپوست بود.»
این کلیشه در تضاد با کلیشهٔ ایزابل است، که زنان جوان آفریقایی-آمریکایی را اغواکننده و بی‌بندوبار نشان می‌دهد. مامی گهگاه زنی مذهبی است. در اغلب موارد، مامی یک شخصیت غیرجنسی است: «بدون هرگونه تمایل شخصی که ممکن است او را به گناه وسوسه کند». این به مامی کمک می‌کند تا هم رازدار و هم یک راهنمای اخلاقی برای جوانان باشد و آن‌ها را در راه درست نگه دارد.
کیمبرلی والاس سندرز هم ویژگی‌های دیگری از مامی را ذکر کرده است: بدنی تیره و درشت، چهرهٔ گرد و خندان، صدایی عمیقاً پرطنین و آرام‌بخش، خندهٔ تند. ویژگی‌های شخصی او شامل صبر بی‌نهایت، شوخ‌طبعی خودتحقیرانه، درک و پذیرش ضمنی حقارت خود و ارادت به سفیدپوستان است. مامی همچنین سینه‌های درشت دارد، فاقد هرگونه قوهٔ جنسی است و با مردان سیاه‌پوست به‌طور بالقوه از روی دشمنی رفتار می‌کند. خیلی از این ویژگی‌ها برای برده‌های زن آفریقایی-آمریکایی انکار می‌شدند، اما دربارهٔ مامی عموماً درست بودند.

### پوشش
لباس مامی، اغلب نشان‌دهندهٔ بردگی اوست. مامی معمولاً مرتب و تمیز ظاهر می‌شود و لباسی می‌پوشد که برای وظایف خانگی او مناسب است. گاهی مامی به‌شکلی «آراسته» ظاهر می‌شود و کلاه با مانتوی مخملی از ابریشم می‌پوشد، که به برده‌دارش تعلق دارد.

### شرایط زندگی
وقتی مامی در خانهٔ برده‌داران حضور ندارد و مشغول رسیدگی به نیازهای فرزندانشان نیست، جداگانه زندگی می‌کند. او با شوهر و فرزندانش در کلبه‌ای زندگی می‌کرد که از نظر اندازه و ساختار، از کلبهٔ برده‌های دیگر متمایز بود. کلبه در نزدیکی خانهٔ برده‌دار قرار می‌گیرد، اما با فاصله از کلبه‌های دیگر.
اگرچه وظایف او کم‌تر خسته‌کننده و سخت بودند، ساعت کاری او اغلب طولانی بود و زمان کمی برای اوقات فراغت خودش باقی می‌ماند. زندگی او حول وظایفش می‌چرخید و چنان فرصتی نداشت که به کاری غیر از خدمت بپردازد. انعطاف‌پذیری در وظایفش وجود داشت که او را از یک پرستار معمولی یا یک دایه متمایز می‌کرد. در برخی از خانواده‌های ثروتمندتر، مامی دستیارانی داشت که به او کمک می‌کردند تا از فرزندان خانواده مراقبت کند. این زنان اغلب خیلی جوان‌تر از خود مامی بودند.
مامی، برخلاف سایر بردگان، معمولاً برای فروش نبود و فرزندان مامی تا زمان ممکن، در یک خانواده نگهداری می‌شدند و همان روابطی را که مامی با برده‌دار داشت، حفظ می‌کردند. مواقعی بودند که مامی، مجبور می‌شد فرزندان خود را برای نگهداری از فرزندان صاحبخانه رها کند. در خیلی از موارد، مامی ترجیح می‌دهد که از فرزندان خود چشم‌پوشی کند، تا بتواند شیر مادر را برای فرزندان برده‌دارش تأمین کند. مامی می‌ترسید که اگر به فرزندان خود شیر بدهد، شیر کافی برای فرزندان برده‌دار نماند.

### نقش در خانواده‌های مزرعه‌دار
نقش خیالی مامی در خانواده‌های مزرعه‌دار، ریشه در نقش برده‌های سیاه‌پوست در مزرعه دارد. بردگان سیاه‌پوست، نقش حیاتی در خانواده‌های مزرعه‌دار داشتند. برای مامی، بیشتر این وظایف عموماً مربوط به مراقبت از فرزندان خانواده برده‌دار می‌شود، بنابراین خانم خانه را از تمام کارهای طاقت‌فرسا رها می‌کند و این شامل مراقبت از کودک نیز می‌شود. وقتی بچه‌ها بزرگ شدند و توانستند به درستی از خودشان مراقبت کنند، نقش اصلی مامی کمک به خانم در کارهای خانه است. با افزایش سال‌های خدمت مامی به خانواده، حوزهٔ نفوذ او نیز بیشتر می‌شود. او به اندازهٔ خانم خانه، اقتدار دارد و می‌تواند به همهٔ افراد خانه دستور دهد.
مامی معمولاً به اندازهٔ اعضای خونی، جزئی از خانوادهٔ برده‌دارش است. اگرچه او از وضعیت پایین‌تری برخوردار است، همچنان در حلقهٔ داخلی قرار دارد. او اغلب «نوعی مادرخواندهٔ منحصربه‌فرد» دانسته می‌شود. مامی علاوه بر رسیدگی به نیازهای کودکان، وظیفهٔ آموزش آداب مناسب به آن‌ها را نیز بر عهده دارد، مثل اشاره به بزرگان مزرعه با نام‌هایی همچون «عمه» یا «عمو» در سخنرانی‌های مهم، چه مناسبتی خاص باشد یا نباشد. مامی توانایی نظم و انضباط را دارد و می‌تواند احترام کسانی که با آن‌ها کار کرده است را حفظ کند، حتی با رشد کودکان تا بزرگسالی.

### تبلیغات

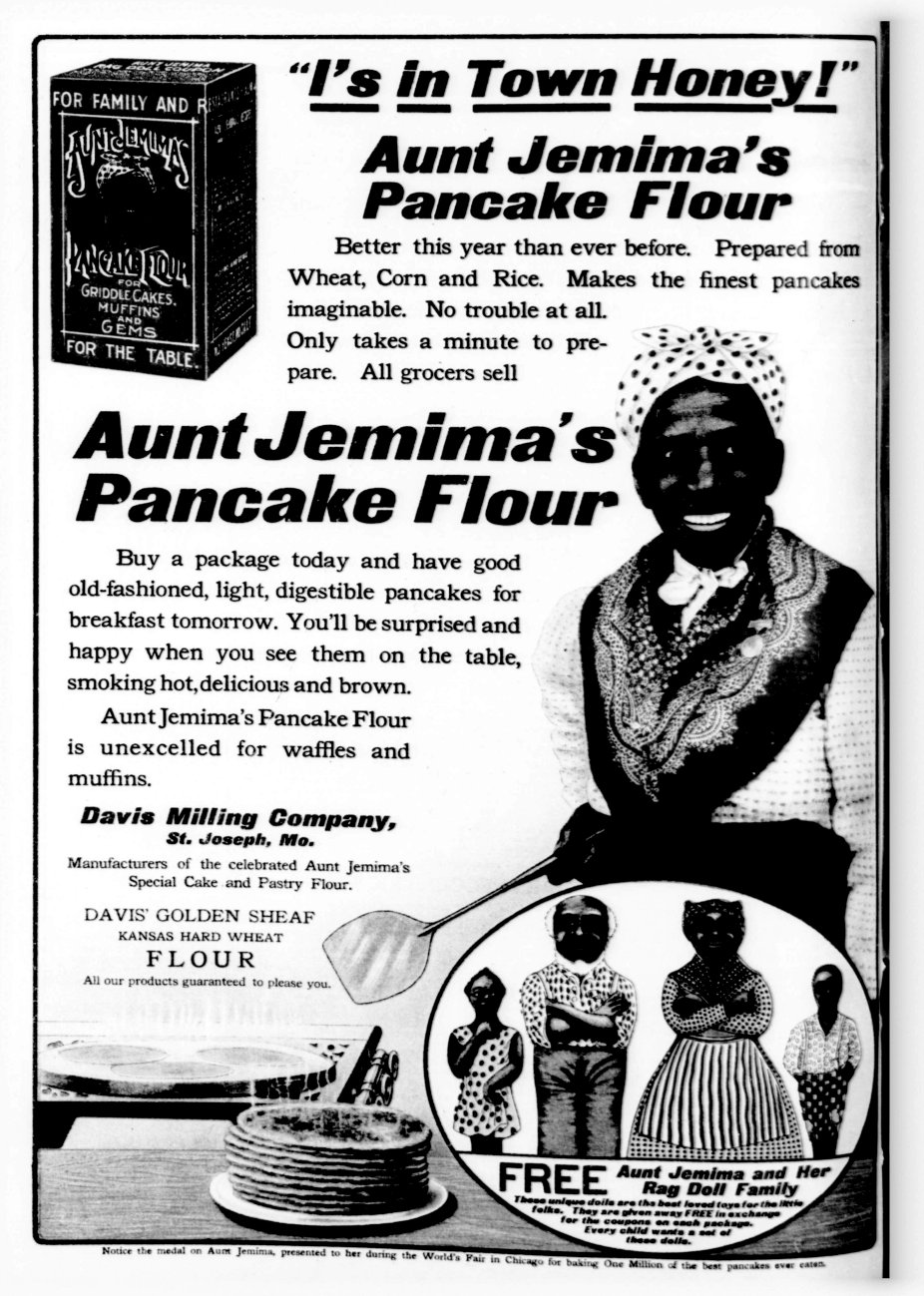
آگهی ۱۹۰۹ برای مخلوط پنکیک آنت جیمیما در نیویورک تریبون، با خانوادهٔ عروسک پارچه‌ای در پایین سمت راست

کاریکاتور مامی برای تبلیغات شرکت‌ها، به ویژه در صنایع غذایی استفاده شده است. در سال ۲۰۲۰، برند آنت جیمیما پس از استفاده از کاریکاتور مامی در لوگوی خود برای اهداف تجاری، مورد انتقاد مردم قرار گرفت. شخصیت آنت جیمیما واقعی نبود و افراد مختلفی آن را به تصویر کشیدند: اولین آن‌ها، بردهٔ آزادشده نانسی گرین از سال ۱۸۹۳ تا ۱۹۲۳ بود و سپس آنا رابینسون (‎۱۹۲۳–۱۹۵۱)، ادیت ویلسون (‎۱۹۴۸–۱۹۶۶) و اتل ارنستین هارپر (دههٔ ۱۹۵۰). یکی از بنیانگذاران آنت جیمیما، پس از شنیدن آهنگ «عمه جیمیمای پیر» این نام را روی برند خود گذاشت. متعاقباً، شرکت‌های دیگری که از استفاده از تصاویر کاریکاتورهای سیاه‌پوست سود می‌بردند نیز مورد انتقاد قرار گرفتند، از جمله: آنکل بنس، میسز باترورث و کریم آو ویت. در سال ۲۰۲۱، کواکر اوتس، صاحبان برند آنت جیمیما، تصمیم گرفتند نام آن را به پرل میلینگ کامپنی تغییر دهند و لوگوی خود را از کاریکاتور مامی، به تصویری از یک ساختمان آسیاب سنتی تغییر دادند.

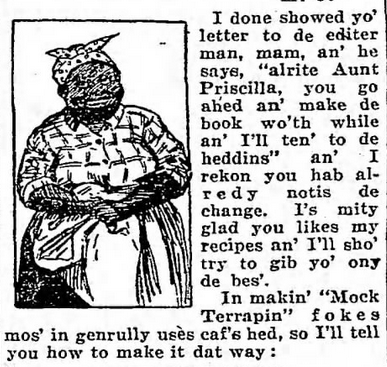
تصویر عمه پریسیلا در روزنامهٔ بالتیمور سان، سال ۱۹۲۱

دستورپخت‌های عمه پریسیلا یک ستون غذا و دستورپخت بود که دههٔ ۱۹۳۰ در بالتیمور سان منتشر شد. عمه پریسیلا یک کاریکاتور کلیشه‌ای از مامی بود که به خوبی آشپزی می‌کرد و گویشی شکسته و اغراق‌آمیز داشت. عمه پریسیلا در واقع نامی مستعار برای یک زن سفیدپوست به نام النور پرسل بود. پرسل همچنین چندین کتاب آشپزی را به این نام مستعار منتشر و از نام مستعار عمه آدا در ستونی از ایونینگ سان به نام «از عمه آدا بپرس» استفاده کرد. زنان سیاه‌پوست، چهرهٔ اصلی بیشتر این ستون‌های غذا یا خانه‌داری بودند، چون کلیشه‌هایی مانند مامی آن‌ها را مرتبط به خدمتکاری و انجام کارهای خانه می‌دانست.
تصاویری مانند عمه جیمیما و عمه پریسیلا، کاریکاتورهای مامی بودند که بازنمایی منفی و محدودکننده‌ای از زنان سیاه‌پوست در حال خدمتکاری برای خانواده‌های سفیدپوست، ارائه می‌دادند.

### سینما
در اوایل سدهٔ بیستم، شخصیت مامی در خیلی از فیلم‌ها حضور داشت. هتی مک‌دنیل اولین آمریکایی آفریقایی‌تبار بود که به خاطر بازی در نقش «مامی» در فیلم بربادرفته (۱۹۳۹) برندهٔ جایزهٔ اسکار بهترین بازیگر نقش مکمل زن شد. در سال ۱۹۴۰، اندکی پس از دریافت جایزه، انجمن ملی پیشرفت رنگین‌پوستان نقش مک‌دنیل را مورد بررسی قرار داد و از هالیوود به دلیل نداشتن نقش‌ها و شخصیت‌های متنوع برای سیاه‌پوستان غیر از بندگی، انتقاد کرد. مک‌دنیل در پاسخ به واکنش‌ها گفت: «چرا باید از کسب درآمد ۷٬۰۰۰ دلاری در نقش یک خدمتکار شکایت کنم؟ اگر این کار را نمی‌کردم، در واقع هفته‌ای ۷ دلار می‌گرفتم.»
برخی تصویرهای رسانه‌ای معاصر از کاریکاتور مامی را مردان سیاه‌پوست اجرا کرده‌اند. مانند فیلم خانه مامان بزرگ (۲۰۰۰) به کارگردانی راجا گاسنل و بازی مارتین لارنس. در این فیلم، مارتین لارنس نقش یک مأمور اف‌بی‌آی به نام مالکوم ترنر را بازی می‌کند که مخفیانه در نقش «مامان بزرگ» هتی می پیرس ظاهر می‌شود و رفتارهای کلیشه‌ای و ظاهر یک کاریکاتور مامی را به نمایش می‌گذارد. شخصیت مامان بزرگ، یک مادرسالار و خانه‌دار مسن و سیاه‌پوست با اعتقادات مذهبی آشکار و رفتاری پرورش‌دهنده است. کلیشه دیگری که در فیلم نمایش داده می‌شود، کلیشهٔ مامایی و انجام کارهای خانه است. این ریشه در تاریخ پیرزن‌های سیاه‌پوست دارد که برای خانواده‌های مزرعه‌دار مامایی می‌کردند.
کمک (۲۰۱۱) به کارگردانی تیت تیلور، فیلمی برپایهٔ رمان خدمتکاران (۲۰۰۹) اثر کاترین استاکت دربارهٔ خدمتکاران سیاه‌پوستی است که در دههٔ ۱۹۶۰ برای خانواده‌های سفیدپوست در جکسون، می‌سی‌سی‌پی کار می‌کردند. رمان و فیلم روی تجربهٔ خدمتکاران سیاه‌پوست، تحت تأثیر نویسنده و کارگردانی که هردو دایه‌های سیاه‌پوستی داشتند، تمرکز کرده‌اند. داستان از چشم‌انداز شخصیت اصلی اسکیتر است که او را هم یک دایهٔ سیاه‌پوست بزرگ کرده است. در طول فیلم، اسکیتر چندین خدمتکار سیاه‌پوست را متقاعد می‌کند تا داستان‌ها و نارضایتی‌های خود را به اشتراک بگذارند و همین منجر به غوغا می‌شود. فیلم و رمان به دلایل مختلفی مورد انتقاد قرار گرفتند: یکی از آن‌ها این بود که سفیدپوستان هم رمان و هم فیلم را ساخته و در آن‌ها اجرا کرده‌اند.

### کمیک‌ها
- ریچل، قصهٔ بابی (Bobby's Make-Believe)، ۱۹۱۹، کوچهٔ بنزین، ۱۹۲۱.[۲۵]
- اپال، بوتس و رفقایش (Boots and Her Buddies) اثر ادگار مارتین

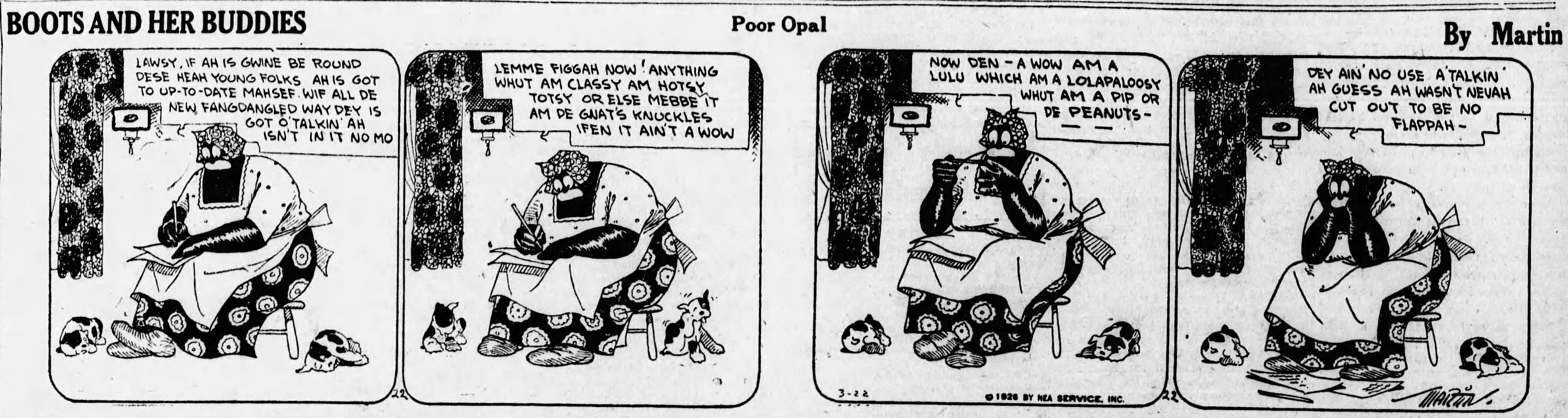
بوتس و رفقایش اثر ادگار مارتین (۲۱ مارس ۱۹۲۶)

### عروسک‌ها و ظروف سفالی

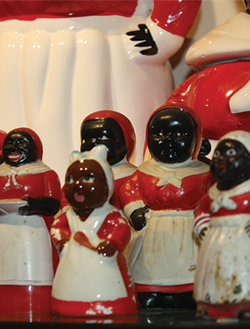
مجسمه‌های مامی در موزهٔ یادگاری‌های نژادپرستانهٔ جیم کرو

تصاویر مامی را می‌توان در قالب چندین اشیاء از جمله عروسک، ظروف سفالی، شیشه کوکی، نمک، فلفل‌پاش و سایر وسایل خانه یافت. کاریکاتور مامی، بخشی از تبلیغات پس از جنگ داخلی بود که کلیشه‌های منفی و نادرست را در مورد آمریکایی‌های آفریقایی‌تبار منتشر می‌کرد. این ظروف سفالی و عروسک‌های مامی، تأثیراتی مشابه باورهای نادرست ایجادشده توسط مینسترل شو داشتند. این مجسمه‌ها، اغلب دارای ویژگی‌های اغراق‌آمیز بودند و تلاش می‌کردند تا آمریکایی‌های آفریقایی‌تبار را به‌طور نادرست «رام، احمق و هیجانی» نشان دهند. علی‌رغم معنای نژادپرستانهٔ آن‌ها، این اقلام چون یادگاری هستند نگهداری می‌شوند. اگرچه این عروسک‌ها و ظروف سفالی، سیاه‌پوستان را از دایرهٔ انسانیت خارج می‌کنند، اما برخی از آن‌ها هنوز به ارزش صدها دلار فروخته می‌شوند.
در نچیز، می‌سی‌سی‌پی، یک رستوران جاده‌ای به نام قفسهٔ مامی وجود دارد که سال ۱۹۴۰ تأسیس شد. این ساختمان به شکل کاریکاتور مامی همراه با دستمال سر و دامن بلند قرمز است. شبیه به آنت جیمیما، قفسهٔ مامی از تصاویر و کلیشه‌های زنان سیاه‌پوست برای تبلیغ یک تجارت استفاده می‌کند. استفاده از کاریکاتور مامی در رستوران برای به تصویر کشیدن بندگی سیاهان، یادآور نحوهٔ به تصویر کشیدن آن‌ها در جنوب قدیم است.

### رمان‌ها
- بلیندی دوست‌داشتنی (Beloved Belindy) اثر جانی گروئل: شخصیت بلیندی دوست‌داشتنی را جانی گروئل، خالق رگدی آن طراحی کرد. این شخصیت به شکل عروسک هم درآمد و در کتاب‌ها به تصویر کشیده شد.[۲۸]

### تلویزیون
تلویزیون‌ها، تا اواسط دههٔ ۱۹۴۰ در خانه‌های ایالات متحده رایج نشدند و برنامه‌های رادیویی، سرگرمی محبوب خانواده‌های آمریکایی بودند. در سال ۱۹۳۹، بولا بوندی شخصیت رادیویی برای اولین بار در برنامهٔ Homeward Unincorporated حضور پیدا کرد. بولا شخصیتی بود که نقش مامی کلیشه‌ای را داشت. بازیگر سفیدپوست مارلین هرت، به جای این شخصیت صحبت می‌کرد. این شخصیت به خوبی در چندین برنامهٔ رادیویی دیگر حضور پیدا کرد. با گذشت زمان، سازندگان و تهیه‌کنندگان این نمایش‌ها می‌خواستند یک زن سیاه‌پوست واقعی به جای شخصیت حرف بزند. هتی مک‌دنیل، سال ۱۹۴۷ این نقش را در نسخهٔ رادیویی دریافت کرد. این برنامهٔ رادیویی، اوایل دههٔ ۱۹۵۰ به تلویزیون منتقل شد و به مدت سه فصل ادامه یافت. اتل واترز در فصل ۱ این برنامه نقش بازی می‌کرد، او بعدها برنامه را ترک کرد چون دیگر نمی‌خواست کلیشهٔ مامی را به تصویر بکشد. مک‌دنیل این نقش را در فصل دوم به عهده گرفت و پیش از بیمار شدنش، در ۶ قسمت حضور پیدا کرد. گفته شده است که مک‌دنیل بارها و بارها نقش‌های مامی را انتخاب کرده است، زیرا آن‌ها تنها نقش‌های قابل دسترس برای زنان سیاه‌پوست در این دوره بودند. مک‌دنیل مانند نقش خود در رادیو، ظاهر یک مامی را داشت: هیکل درشت، دهان بزرگ و پوست تیره که با دندان‌های سفید و چشمان درشتش در تضاد بودند. لوئیز بیورز هم از بازیگرانی بود که این نقش را در تلویزیون به عهده گرفتند. بولا همهٔ ویژگی‌های شخصیتی یک مامی را داشت. او همیشه مطمئن بود که از «خانواده» خود، — خانواده‌ای که او برایشان کار می‌کرد — به خوبی مراقبت می‌شود. در چندین قسمت برنامه، مامی در هر شرایطی به آن‌ها کمک می‌کرد و نیازهای آن‌ها را بالاتر از نیازهای خودش قرار می‌داد. انجمن ملی پیشرفت رنگین‌پوستان و منتقدان دیگر، تصویری را که نمایش از زنان آمریکایی آفریقایی‌تبار ارائه می‌کرد دوست نداشتند، زیرا از کلیشهٔ مامی حمایت می‌کرد.
با گذشت زمان، تصویر مامی به شکل معاصری تغییر یافت. چندتا از ویژگی‌های امروزی‌تری که مامی دریافت کرد، این‌ها بودند که دستمال سر او برداشته شد، هیکلش کوچک‌تر گشت و همچنین رنگ روشن‌تری پیدا کرد. علاوه بر این، صاحب او همیشه سفیدپوست نبود.
برخی از سیتکام‌های تلویزیونی معاصر که مامی‌ها را به نمایش می‌گذارند، عبارتند از: مود (‎۱۹۷۲–۱۹۷۸)، جایی که شخصیت فلوریدا با بازی استر رول، خدمتکار یک خانوادهٔ سفیدپوست بود. یک اسپین‌آف برای این سیتکام به نام روزگار خوب (‎۱۹۷۴–۱۹۷۹) ساخته شد و روی شخصیت فلوریدا و خانواده‌اش تمرکز کرد، که به خوشی در یک پروژهٔ مسکونی کم‌هزینه زندگی می‌کردند. برنامه‌های تلویزیونی دیگری که مامی از شخصیت‌های آن‌هاست، عبارتند از: مامای خودمه (‎۱۹۷۴–۱۹۷۵)، استراحتی بهم بده! (‎۱۹۸۱–۱۹۸۷) و چه اتفاقی داره میفته!! (‎۱۹۷۶–۱۹۷۹).
وقتی مامی‌های معاصر دیگر ظهور کردند، معمولاً شغل خدمتکاری خود را نگه داشتند و تنها در ویژگی‌های فیزیکی خود دچار تغییر شدند؛ با این حال، ویژگی‌های عاطفی آن‌ها ثابت ماندند. مامی‌های معاصر تیزهوش و خودرأی ماندند. چرخش جدیدی در نگرش مامی معاصر در سیتکام جفرسون‌ها (‎۱۹۷۵–۱۹۸۵) رخ داد، جایی که فلورانس، خدمتکاری با بازی مارلا گیبس، برای یک خانوادهٔ آمریکایی آفریقایی‌تبار مرفه کار می‌کند.
دنیایی متفاوت (‎۱۹۸۷–۱۹۹۳) یک سیتکام بود که دانشجویان هیلمن، کالج تخیلی سیاه‌پوستان را به نمایش می‌گذاشت. در قسمتی با عنوان «عزیزترینِ مامی»، کلیشهٔ مامی مورد بحث قرار گرفت.

### میراث
امروزه، تصاویر کلیشه‌ای یا کنترل‌کننده از زنان سیاه‌پوست، منعکس‌کننده تغییرات اقتصادی، قانونی و اجتماعی است که از دههٔ ۱۹۶۰ تاکنون برای سیاه‌پوستان رخ داده است. این تصاویر، همچنین بازتابی از یک جامعه به کل هستند – اقتصاد جهانی، دسترسی بی‌سابقه به رسانه‌ها و نابرابری‌های نژادی گذرا – و برای طبقات مختلف، به یک شکل نشان داده نمی‌شوند. به زنان سیاه‌پوست طبقهٔ کارگر، برچسب «مادر سیاه‌پوست بد» / «ولفر کویین» و «سلیطه» (زنان سیاه‌پوست بیش‌فعال جنسی و اهل مادیات در فرهنگ «هیپ‌هاپ») زده می‌شود، همچنین زنان سیاه‌پوست طبقهٔ متوسط، «بانوان سیاه‌پوست» با ظاهراً میل جنسی مهارنشدنی و زنان سیاه‌پوست تحصیل‌کرده، اغلب «سلیطهٔ سیاه‌پوست تحصیل‌کرده»، سوءاستفاده‌گر و کنترل‌کننده نامیده می‌شوند. زنان سیاه‌پوست در مناصب قدرت، اغلب «مامی امروزی» نامیده می‌شوند؛ این نام برای زنان سیاه‌پوست تحصیل‌کرده و موفقی در طبقهٔ متوسط روبه‌بالا/بالا استفاده می‌شود که «از تسلط ساختارها، نهادها یا کارفرمایان به مدیریت سفیدپوستان بر هزینهٔ [زندگی] شخصی [خود] پشتیبانی می‌کنند». این تصور از کلیشهٔ اصلی «مامی» مشتق شده است که نه تنها زنان سیاه‌پوست را فرمان‌بردار نشان می‌داد، بلکه آن‌ها را اغلب راضی از خدمت به برده‌دار سفیدپوست خود می‌دانست.

### ارجاع‌های درون‌خطی
1. ↑  "Portrait of Mauma Mollie". World Digital Library. 1850. Retrieved June 2, 2013.
2. 1 2 3 4 5 6 7 8 9 10 11  Walker-Barnes (2014), p. 85-88
3. 1 2  "The Mammy Caricature". Ferris State University.
4. ↑  Green, Emily (2018-07-03). "Melanie Klein and the Black Mammy: An Exploration of the Influence of the Mammy Stereotype on Klein's Maternal and Its Contribution to the "Whiteness" of Psychoanalysis". Studies in Gender and Sexuality (به انگلیسی). 19 (3): 164–182. doi:10.1080/15240657.2018.1491454. ISSN 1524-0657. S2CID 149684818.
5. 1 2  "The Mythification of the Mammy". University of Virginia. Archived from the original on October 13, 2018. Retrieved January 21, 2019.
6. ↑  Parker, Alison M. (2020-02-06). "Opinion: When White Women Wanted a Monument to Black 'Mammies'". The New York Times (به انگلیسی). ISSN 0362-4331. Retrieved 2023-02-06.
7. ↑  McDole, Ayondela (2017-12-22). "Mammy Representations in the 21st Century". Theses - ALL.
8. ↑  Berry, D.R.; Gross, K.N. (2020). A Black woman's history of the United States. Beacon Press.
9. ↑  "Mammy Monument Proposal".
10. ↑  Harris-Perry, Melissa V. (2011). Sister citizen: shame, stereotypes, and Black women in America. Yale University Press. ISBN 978-0-300-16541-8. OCLC 711045639.
11. ↑  Wallace-Sanders, Kimberly (2008). Mammy: A Century of Race, Gender, and Southern Memory. Ann Arbor: University of Michigan Press. pp. 3, 6. ISBN 978-0-472-03401-7.
12. 1 2 3 4 5 6  Parkhurst, Jessie W. (July 1938). "The Role of the Black Mammy in the Plantation Household". The Journal of Negro History. 23 (3): 349–369. doi:10.2307/2714687. JSTOR 2714687. S2CID 149661079.
13. ↑  Musser, Amber Jamilla (2018-07-03). "Mammy's Milk and Absent Black Children". Studies in Gender and Sexuality. 19 (3): 188–190. doi:10.1080/15240657.2018.1491456. ISSN 1524-0657. S2CID 149726795.
14. 1 2  Vigdor, Neil (2021-02-10). "Aunt Jemima Has a New Name After 131 Years: The Pearl Milling Company". The New York Times (به انگلیسی). ISSN 0362-4331. Retrieved 2021-04-01.
15. ↑  Fauzia, Miriam. "Fact check: Aunt Jemima model Nancy Green didn't create the brand". USA Today (به انگلیسی). Retrieved 2021-04-01.
16. ↑  "Clipped From The Baltimore Sun". The Baltimore Sun. 1963-04-21. p. 33. Retrieved 2021-04-01.
17. ↑  "Christmas Delights In Aunt Priscilla's Cookbook". NPR.org (به انگلیسی). Retrieved 2021-04-01.
18. ↑  Hix, Lisa. "Out of the Shadow of Aunt Jemima: The Real Black Chefs Who Taught Americans to Cook". Collectors Weekly (به انگلیسی). Retrieved 2021-04-02.
19. ↑  Haskell, Molly (2010). Frankly, My Dear: Gone With the Wind Revisited. Icons of America. Yale University Press. pp. 213–214. ISBN 978-0-300-16437-4.
20. ↑  Johnston, Pamela (June 12, 2020). "Op-Ed: I don't like 'Gone With the Wind,' but I hate to see Hattie McDaniel canceled". Los Angeles Times.
21. 1 2  Brooks, Xan (2011-10-20). "Is The Help helping? Domestic servants on film in today's Hollywood". The Guardian (به انگلیسی). ISSN 0261-3077. Retrieved 2021-04-01.
22. ↑  Henson, Ukiya C. “THE MAMMY RELOADED: African American Men Portraying The Updated Caricature In Contemporary Films. ” (2013).
23. ↑  Big Momma's House. Film. Directed by Raja Gosnell. Beverly Hills, CA: 20th Century Fox Home Entertainment, 2000.
24. ↑  Reverby, Susan M. (1998). "African American Midwifery in the South: Dialogues of Birth, Race, and Memory. By Gertrude Jacinta Fraser (Cambridge, Mass. Harvard University Press, 1998) 287 pp. $39.95". Journal of Interdisciplinary History. 30 (3): 547–548. doi:10.1162/jinh.1999.30.3.547 (inactive 2024-11-14). ISSN 0022-1953. S2CID 142604204.{{cite journal}}:  تمیزکاری شیوه یادکرد ۱: شناساگر شیء دیجیتال غیرفعال از نوامبر ۲۰۲۴ (link)
25. ↑  "Frank O. King". lambiek.net. Retrieved January 21, 2019.
26. ↑  Brown, Elisha (2019-03-27). "Mammy Jars Mock Black People. Why Are They Still Collected?". The New York Times (به انگلیسی). ISSN 0362-4331. Retrieved 2021-04-02.
27. ↑  ""Mammy's Cupboard" in "Burgers in Blackface" on Manifold @uminnpress". Manifold @uminnpress (به انگلیسی). Retrieved 2021-04-02.
28. ↑  "It's Raggedytime!". washingtonpost.com. August 24, 1986.
29. ↑  Sewell, Christopher J. P. (2013). "Mammies and Matriarchs: Tracing Images of the Black Female in Popular Culture 1950s to Present". Journal of African American Studies (به انگلیسی). 17 (3): 308–326. doi:10.1007/s12111-012-9238-x. ISSN 1559-1646. S2CID 143092368.
30. ↑  Jewell, K. Sue; Staff, Jewell K. S. (January 21, 1993). From Mammy to Miss America and Beyond: Cultural Images and the Shaping of US Social Policy. Psychology Press. ISBN 978-0-415-08777-3. Retrieved January 21, 2019 – via Google Books.
31. ↑  Page, Yolanda Williams (2011-10-31). Icons of African American Literature: The Black Literary World (به انگلیسی). ABC-CLIO. ISBN 978-0-313-35203-4.
32. ↑  Favour, Jonathan (October 1, 2020). "A Different World: Mammy Dearest" بایگانی‌شده  در ۲۰۲۱-۰۱-۱۷ توسط Wayback Machine. Shades of Noir.
33. ↑  Wingfield, Aida Harvey (2007). "The Modern Mammy and the Angry Black Man: African American Professionals' Experiences with Gendered Racism in the Workplace". Jean Ait Belkhir, Race, Gender & Class Journal. 14 (1/2): 196–212. JSTOR 41675204. Retrieved 7 May 2023.